# حي الوحدة (غيل باوزير)
حي الوحدة هو أحد أحياء مدينة غيل باوزير في محافظة حضرموت اليمنية. يبلغ تعداد سكانه 3982 نسمة حسب التعداد السكاني في اليمن لعام 2004.